# Klaus Henning (Kybernetiker)
Klaus Henning (* 1945) ist ein deutscher Kybernetiker und Informationswissenschaftler. Er war bis 2009 Inhaber des Lehrstuhls Informationsmanagement im Maschinenbau und Leiter des Zentrums für Lern- und Wissensmanagement an der RWTH Aachen.

## Werdegang
Klaus Henning studierte Elektrotechnik und Politische Wissenschaften. Er promovierte über Mensch-Maschine-Systeme. Seine Habilitationsschrift befasste sich mit der Entropie in der Systemtheorie. Im Jahr 1985 übernahm Klaus Henning den Lehrstuhl kybernetische Verfahren an der RWTH Aachen, der 1994 in Lehrstuhl Informatik im Maschinenbau und 2008 in Lehrstuhl Informationsmanagement im Maschinenbau umbenannt wurde. Zeitgleich übernahm er die Leitung des heutigen Zentrums für Lern- und Wissensmanagement, das frühere hochschuldidaktische Zentrum, der RWTH Aachen. Von 2004 bis 2008 war er Dekan der Fakultät für Maschinenwesen der RWTH Aachen.
Klaus Henning ist Mitglied des Vorstands des Instituts für Unternehmenskybernetik (IfU) e.V. an der RWTH Aachen. Er war Vorsitzender des Aufsichtsrats der Xenium AG in München sowie Vorsitzender des Vorstands der ABWF in Berlin und war ebenso Mitglied des Universitätsrats der Universität des Saarlandes. Der Verein Deutscher Ingenieure (VDI) verlieh ihm im Mai 2007 das VDI-Ehrenzeichen.

## Arbeitsschwerpunkte
- IT-Systeme im Automotive Bereich Software-(Re)engineering großer IT-Systeme
- Unternehmenskybernetik und Change Management
- Systemische Kommunikations- und Organisationsentwicklung;
- partizipative Lernprozesse
- Lernnetzwerke und Kompetenzentwicklung

## Veröffentlichungen
- Die Kunst der kleinen Lösung. Murmann Verlag, Hamburg 2014, ISBN 978-3-86774-382-2.
- Smart und digital – Wie künstliche Intelligenz unser Leben verändert Springer-Verlag, Berlin Heidelberg 2019, ISBN 978-3-662-59520-6.
- 250 Fachaufsätze, 20 Monographien, ca. 30 Publikationen als Herausgeber